# Trægulve
Trægulve laves i mange forskellige typer og sorter. Der findes et utal af varianter - lamelopbygget parket, massiv gulve osv.
Fordele og ulemper svinger alt efter temperament på blandt andet rengøring og vedligehold, samt størrelser på familie og rum. De mest udbredt træsorter i norden er eg og ask som også er det mest anvendte træ indenfor gulve. Parket (lamelopbygget) gulve har mange fordele frem for massiv gulve som ligger i den noget dyre ende af pris skalaen. 
Et traditionelt trægulv af lange parallelt liggende planker kaldes et plankegulv. Er det af mindre stave, kaldes det et parketgulv. Stavene kan lægges i forskellige mønstre: sildeben eller mosaik. I dag købes planker og stave typisk med fer og not i både sider og ender, så de kan lægges uden at fastgøres til underlaget. Planker lagt med en gummifuger kaldes skibsplanker.

## Vedligehold
Lakerede parketgulve er nemme at rengøre da træet er lukket ind bag lakken, dette gør at træet ikke udtørre og tager imod skidt og væske så nemt som et olieret gulv som kræver mere opmærksomhed. 

## Overflader
Trægulve fås med forskellig overflade behandlinger, her iblandt de mest brugte i Danmark kan nævnes - Lak, uv-oil samt natur oil.

## Bredde på massive planker
Massive gulve er mere modtagelige, imod de kraftige udsvingninger i fugt, vi har imellem sommer og vinter. Derfor anbefales det ikke, at de massive gulvbrædder overstiger 16 cm i bredden, da der vil opstå mellemrum imellem gulvplankerne alt efter årstiden, gulvet vil normalt trække sig sammen om vinteren og udvide sig igen om sommeren, fugestørrelsen afhænger af gulvplankens bredde.  